# 넷츠고

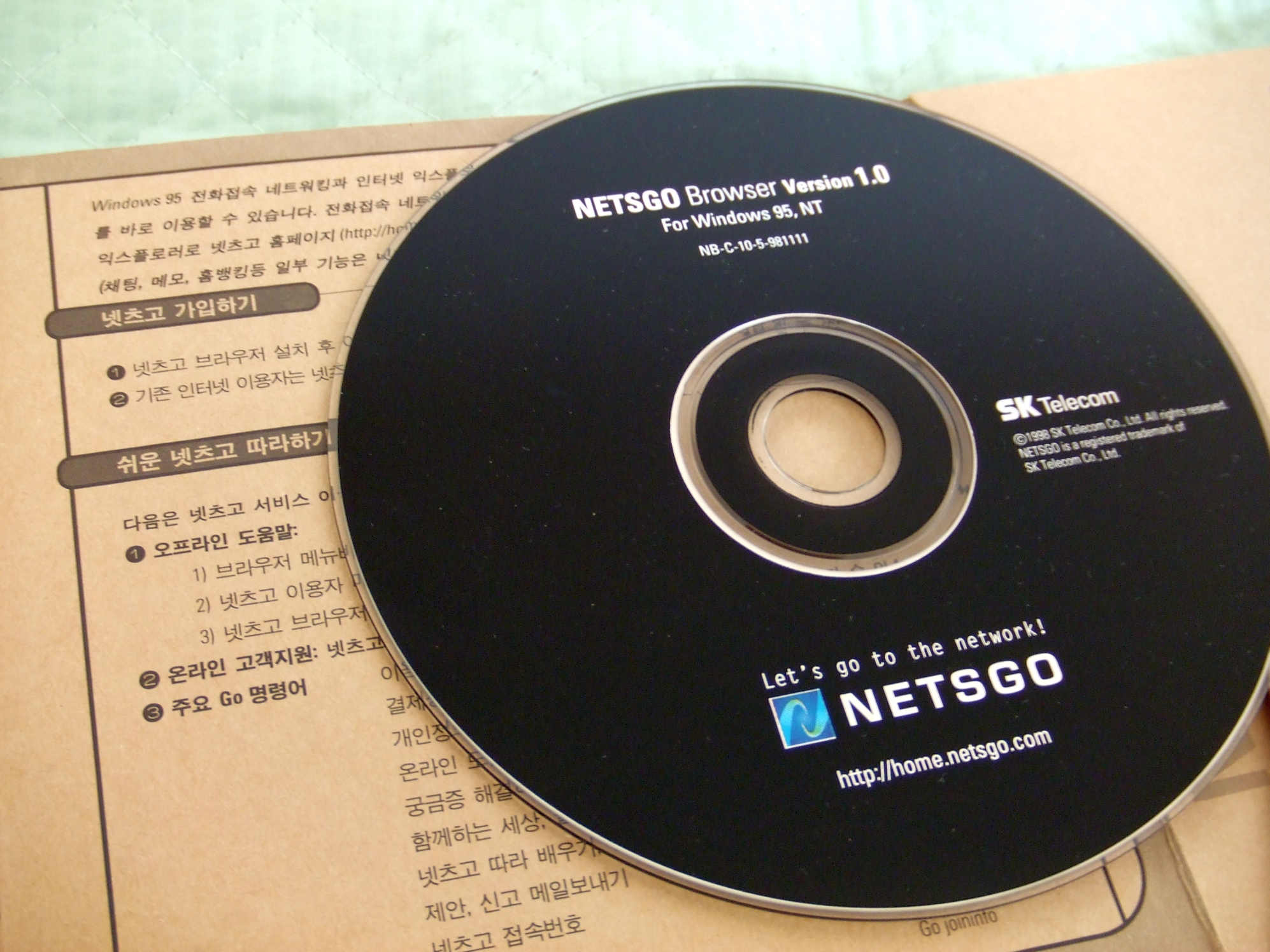
넷츠고 브라우저 1.0d CD-ROM

넷츠고(NETSGO)는 대한민국의 포털 사이트였다. 1997년 6월 SK텔레콤이 인터넷과 PC통신을 통합한 '인터넷 PC통신 사이트'로 서비스를 시작했다. 전용 접속프로그램인 '넷츠고 브라우저'를 사용하면, 인터넷을 하면서 PC통신도 할 수 있었다.
대표 접속번호는 '01442'번으로, 넷츠고는 56 kbit/s 다운로드와 33.6kbit/s 업로드 속도를 지원하는 V.90 프로토콜을 대한민국 최초로 도입하였으며, 이 점을 특히 부각시켜 광고하기도 했다.
2000년 8월 18일, SK텔레콤은 정보사업부를 분사하여 100% 출자회사 ㈜넷츠고 법인을 신규 설립하였고 서비스 이용권을 이전하였다. 2002년 SK텔레콤은 포털 사이트 네이트 운영권을 ㈜넷츠고에 이전하였으며, 넷츠고 서비스는 네이트와 통합되었다. 2002년 11월 2일 ㈜라이코스코리아에 피흡수합병되어 폐업하였다. 합병 직후 ㈜라이코스코리아는 ㈜SK커뮤니케이션즈로 상호 변경하였다.